# Czatownik z Wody
Czatownik z Wody (ang. Watcher in the Water) – stworzenie ze stworzonej przez J.R.R. Tolkiena mitologii Śródziemia.
Żył w jeziorze położonym u stóp wejścia do Khazad-dûm, które powstało po zatamowaniu Sirannonu. Mógł być jednym ze stworzeń z pradawnych czasów, które przetrwały do końca Trzeciej Ery. Zmusił Drużynę Pierścienia do przejścia przez Khazad-dûm, blokując Zachodnią Bramę. Ori w Księdze Mazarbul zanotował, że Óin został wciągnięty do wody przez Czatownika.
Miał przynajmniej dwadzieścia jeden długich, krętych, jasnozielonych i fosforyzujących macek. Według Gandalfa mógł być starszy i groźniejszy niż orkowie. Robert Foster zakłada, że było to złe stworzenie. Nie rozstrzyga, czy służyło Sauronowi, czy Balrogowi.